# Ali Pasja (Albanees militair)
Ali Pasja, bijgenaamd de Leeuw van Ioannina (nabij Tepelenë, 1740 - bij Ioannina, 5 februari 1822) was een Albanese pasja binnen het Ottomaanse Rijk, gouverneur van Albanië en Epirus, regerend vanuit Ioannina vanaf 1788.

## Biografie
Ali Pasja werd geboren in 1740 in een dorp bij Tepelenë in het Osmaanse Rijk, nu Albanië. Als rasechte opportunist wist hij zich snel op te werken in de hiërarchie van het Osmaanse Rijk. Zo bracht hij het van omhooggevallen roverhoofdman tot heerser over een quasi onafhankelijk rijkje dat Albanië en een groot deel van Noordwest- en Centraal-Griekenland omvatte, met Ioannina als hoofdstad. Tijdgenoten beschreven hem als groot, vrij corpulent, met blauwe ogen en een lange baard. Hij werd berucht om zijn enorme seksuele activiteiten: hij hield er een harem van 500 vrouwen én jongens op na, die hij verzamelde uit de plaatselijke bevolking.
Ten opzichte van tegenstanders en rebellen beging hij onnoemelijke wreedheden. Van overspel verdachte haremvrouwen werden verdronken in het meer, in een zak genaaid, met wat suiker 'om de dood zoeter te maken'. Dat gebeurde ook met Frossíni, zijn Griekse lievelingsvrouw, die met zijn zoon het bed deelde zodra Ali zijn hielen had gelicht. De Turkse haremdames, die zich verongelijkt voelden, zorgden er wel voor dat de Pasja dat te weten kwam. Samen met 16 andere Griekse meisjes die zich zouden misdragen hebben werd zij in het meer verdronken. Deze episode wordt nog heden bezongen in allerlei epische volksliederen en sprookjes.
Ondanks zijn wrede uitspattingen ging hij toch ook door voor een intelligente en charmante persoonlijkheid, zo een getuigenis van de Britse dichter Lord Byron, die hem ontmoette in 1807. Onder zijn bewind groeide Ioannina uit tot een van de rijkste steden op de Balkan. 
Vanaf 1810 begon hij een eigenzinnige koers te varen, trok zich weinig aan van de sultans in het verre Constantinopel en stelde zich in feite onafhankelijk op. Hij zocht toenadering tot Frankrijk en het Verenigd Koninkrijk en steunde openlijk de Griekse verzetsstrijders, de kleften. Dat wekte het ongenoegen van Sultan Mahmud II: in 1820 werd hij beschuldigd van hoogverraad en rebellie en de Sultan stuurde een leger naar Ioannina, dat twee jaar lang belegerd werd. Ali Pasja, 81 jaar oud, vluchtte met zijn Griekse minnares, de knappe Vassilikí, naar het eiland in het meer en verschanste zich in het christelijke klooster van de Heilige Panteleimon. In 1822 werd hij daar overmeesterd door Turkse soldaten en gefusilleerd. Zijn hoofd en voeten werden afgehakt en tentoongesteld. Deze delen van de "Leeuw van Ioannina" werden begraven op het binnenplein van de Fetyemoskee; zijn lichaam werd begraven in zijn slot in Ioannina. Vassilikí werd ongemoeid gelaten en kon heelhuids ontkomen. Velen hadden haar gekend als een vrome en nobele vrouw, die met haar voorspraak velen van een wrede dood had gered.

## Trivia
- In De graaf van Monte-Cristo van Alexandre Dumas wordt de moord op Ali Pasja beschreven als een schandelijke daad door een van de hoofdrolspelers.